# Het martelaarschap van de apostel Filippus
Het martelaarschap van de apostel Filippus (Spaans: Martirio de San Felipe) is de titel van een schilderij van José de Ribera uit 1639. Het geldt als een van zijn beste werken. De Spaanse criticus Eugenio d'Ors noemde het "bijna, bijna, een Russische dans." Tegenwoordig wordt het werk tentoongesteld in het Museo del Prado in Madrid.

## Voorstelling
Lange tijd werd gedacht dat dit schilderij het martelaarschap van de apostel Bartolomeüs voorstelt; een gebeurtenis die Ribera op een aantal doeken heeft vastgelegd. Pas in 1953 kwam vast te staan dat het hier om Filippus gaat. Na de dood van Jezus zou deze apostel samen met zijn zus Mariamne en Bartolomeüs gepredikt hebben in Griekenland, Frygië en Syrië. In Hiërapolis stierf hij volgens de overlevering de marteldood, toen hij met touwen gekruisigd werd. 
Ribera legt een moment vast waarop de voorbereidingen voor de kruisiging nog in volle gang zijn. Hij doet dat vanuit een laag gezichtspunt, wat de hoofdpersonen een grote monumentaliteit verleent en waardoor een groot stuk van het schilderij uit stralend blauwe lucht bestaat. Twee beulen proberen de apostel omhoog te hijsen, terwijl een derde een van zijn benen ondersteunt. Het naakte, logge lichaam van Filippus is prachtig geschilderd in het volle zonlicht. Op zijn gezicht strijden pijn en berusting om voorrang. De contrasten tussen licht en schaduw versterken dit dramatische effect nog.
Aan de rechterkant volgt een groepje de gebeurtenissen aandachtig. De personen aan de linkerkant lijken minder geïnteresseerd en kijken weg van de kruisiging. De moeder met kind die de toeschouwer aankijkt, vormt een teder tegenwicht voor de wreedheid van de marteling. Wellicht staat zij symbool voor de Christelijke naastenliefde.
In dit werk laat Ribera het chiaroscuro van Caravaggio, dat in het begin van zijn loopbaan zo'n grote rol had gespeeld, achter zich en kiest een voor een helder kleurgebruik, wat wellicht wijst op Venetiaanse invloed. Het schilderij laat zien hoe de schilder op het hoogtepunt van zijn carrière in staat was om complexe composities weer te geven, waarin de voor de Barok zo typische diagonalen en verkortingen een belangrijke rol spelen.

## Herkomst
Het martelaarschap van de apostel Filippus is waarschijnlijk geschilderd in opdracht van koning Filips IV; Filippus was zijn beschermheilige. Het schilderij bleef daarna lange tijd deel uitmaken van de koninklijke collectie. Het overleefde de brand in de koninklijke alcázar in 1734 en hing vervolgens in het Buen Retiro-paleis en het nieuwe koninklijke paleis. Na 1818 komt het schilderij in het Prado terecht.